# Camillo Torrend
Camille Torrend ( 1875 -1961) fue un sacerdote, micólogo, y botánico portugués.
Entre 1913 y 1916 exploró los Myxomycetes del Estado de Bahia, Brasil.

## Algunas publicaciones
- 1908. Les myxomycètes. Étude des espèces connues jusqu’ici. Broteria 7: 5-177, tab., fig.
- 1909. Notes de mycologie Portugaise. Résultats d’une excursion à la propriété royale de Villa Viçosa. Boletim de Sociedade Portuquesa de Ciencias Naturais 3: 3-7
- 1912. Les Basidiomycetes des environs de Lisbonne et de la région de S. Fiel (Beira Baixa). Brotéria Ser. Botânica 10: 192-210
- 1913. Troisième contribution pour l’étude des champignons de l’île de Madère. Brotéria Ser. Botânica 9: 65-181
- 1913. Les Basidiomycetes des environs de Lisbonne et de la région de S. Fiel (Beira Baixa) [cont.]. Brotéria Ser. Botânica 11: 20-64
- 1913. Les Basidiomycetes des environs de Lisbonne et de la région de S. Fiel (Beira Baixa) [concl.]. Brotéria Ser. Botânica 11: 54-98
- 1940. As poliporaceas da Bahia e Estados limítrofes. Anales de la Reunión Sul-Amer. Bot. 1938 2: 325-341
- La abreviatura «Torrend» se emplea para indicar a Camillo Torrend como autoridad en la descripción y clasificación científica de los vegetales.[1]

## Honores
- El Herbario del Departamento de Micología, de la Universidad Federal de Pernambuco lleva su nombre. Archivado el 20 de noviembre de 2008 en Wayback Machine.

Género de hongos
- Torrendia

Especies de vasculares
- (Malvaceae) Bakeridesia torrendii Monteiro[2]

- (Melastomataceae) Microlicia torrendii Brade[3]